# Synthesis (журнал)
Synthesis — науковий журнал із синтетичної хімії, зокрема органічної хімії, включаючи металоорганічну хімію, хімію гетероатомів, медичну хімію, біологічну хімію та фотохімію. Редакційну колегію очолює Дітер Ендерс з Аахенського університету RWTH .
Журнал видається Thieme Gruppe з 1969 року по наш час.  Також Thieme Gruppe видає дочірні журнали Synlett і Synfacts.
Імпакт-фактор у 2019 році становив 2,675.  Відповідно до статистики ISI Web of Knowledge, у 2014 році журнал посів 16 місце з 57 журналів в категорії органічної хімії .